# 마늘 수프

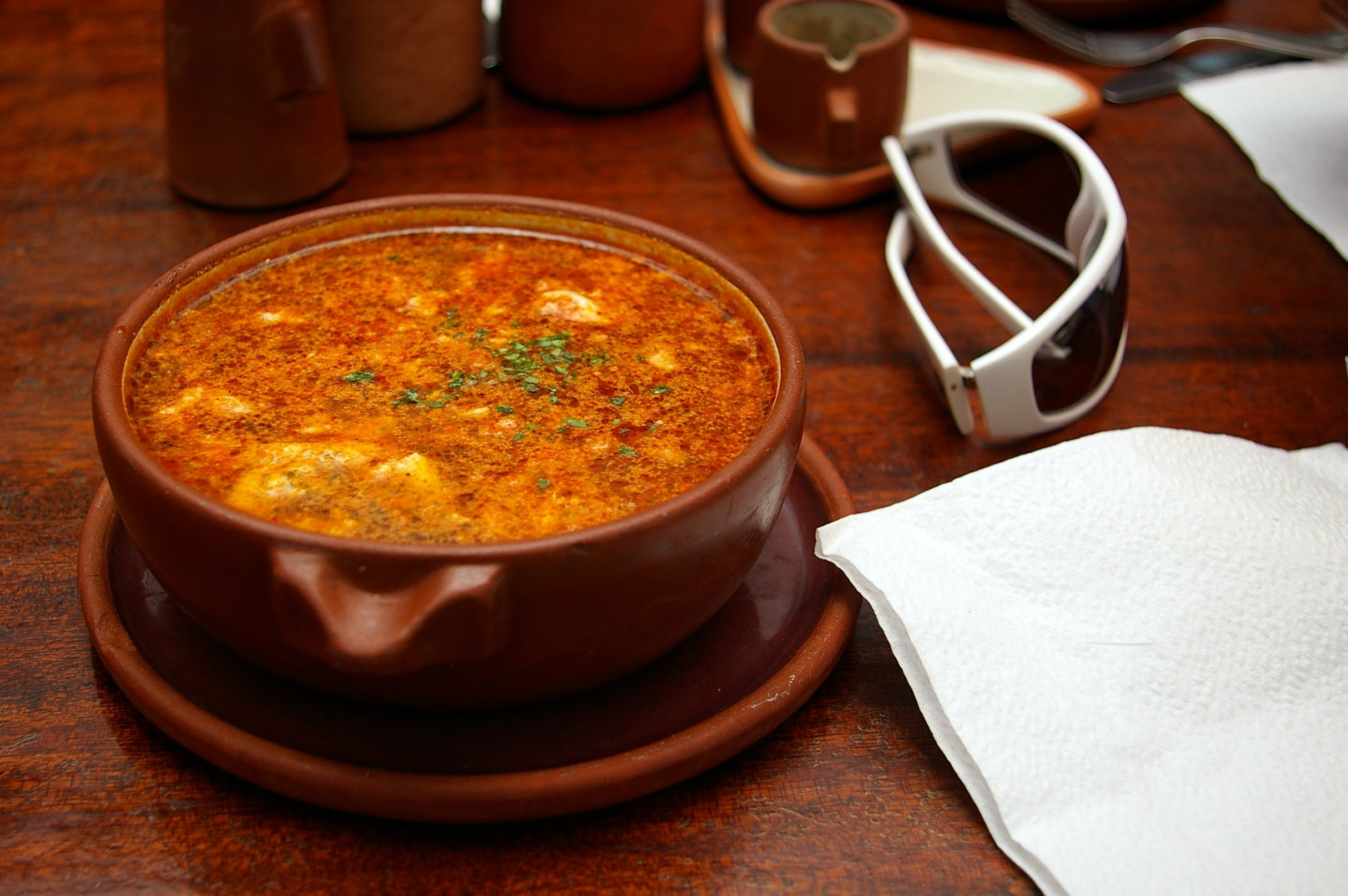
Sopa de ajo (Spanish)

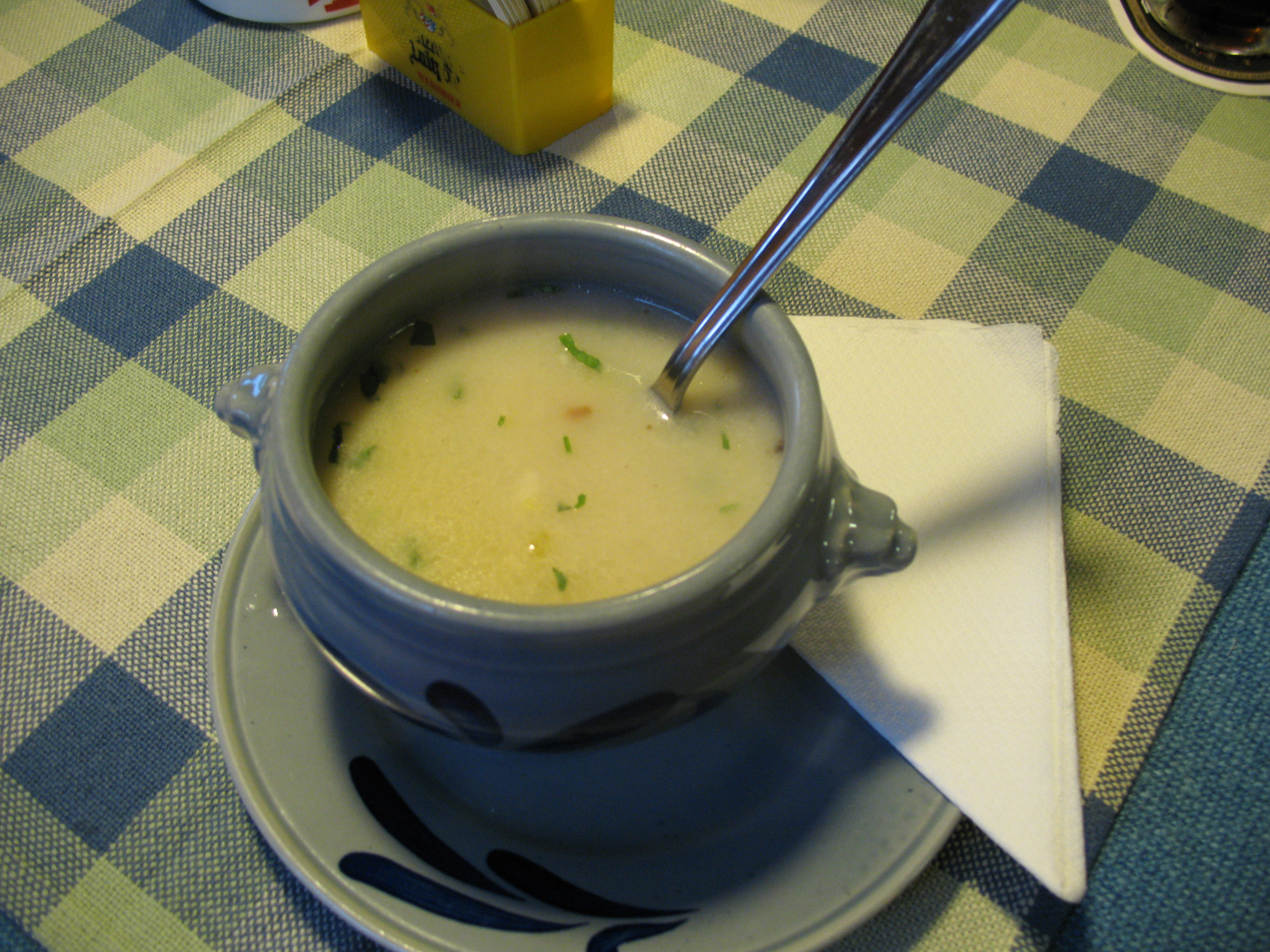
Austrian garlic soup

마늘 수프는 마늘을 주재료로 사용하는 수프의 한 종류이다. 스페인 요리에서는,  sopa de ajo ('soup of garlic') 이라는 빵과 달걀로 만들어지는 전통 수프가 있다. 닭 육수를 졸이고 마늘을 가미한다. 그리고 셰리주에 곁들여 먹는다.

## 국가

### 체코

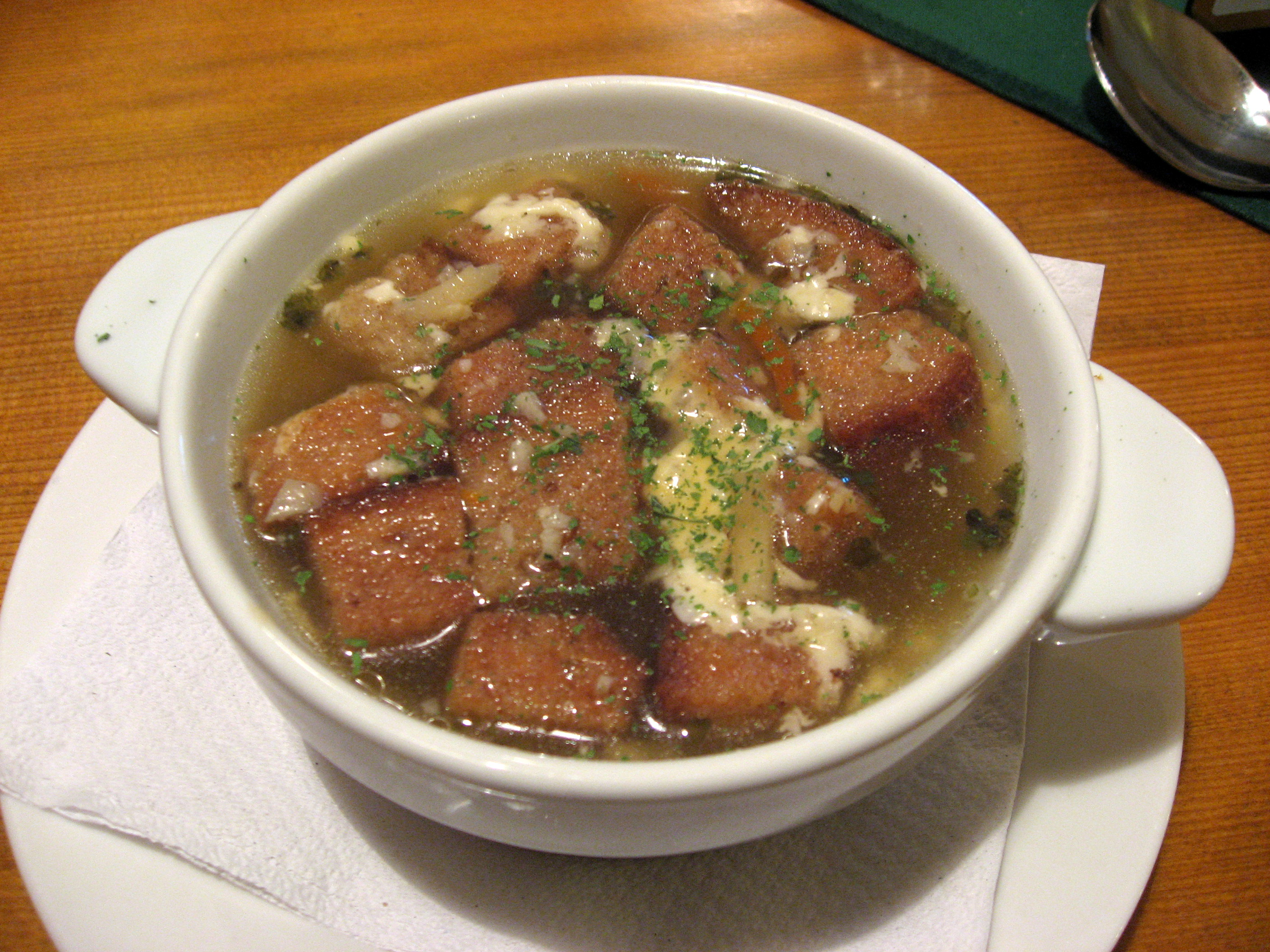
Česnečka (Czech)

체코에서는 마늘 수프가 česnečka라 불린다. 마늘과 감자로 만들어지고 위에 구운 빵을 올린다. 종종 치즈와 햄이 곁들여지기도 한다.

### 프랑스
마늘 수프의 형태는 프랑스의 프로방스에서 발전되었다.

### 멕시코
마늘 수프의 형태가 스페인식 수프와 비슷하다.

### 폴란드
폴란드에서는 마늘 수프가 zupa na gwoździu라 불린다. (말 그대로 못 수프라는 뜻이다. ).
상부 실레지아주에서의 마늘 수프는 전통적인 wodzionka 수프로, 마늘이 주재료로 깍둑썰기된 마늘과 단단하게 삶은 계란, 감자와 빵으로 만들어진다.

### 슬로바키아
Cesnačka 는 또한 슬로바키아의 요리 중 하나다.

### 스페인

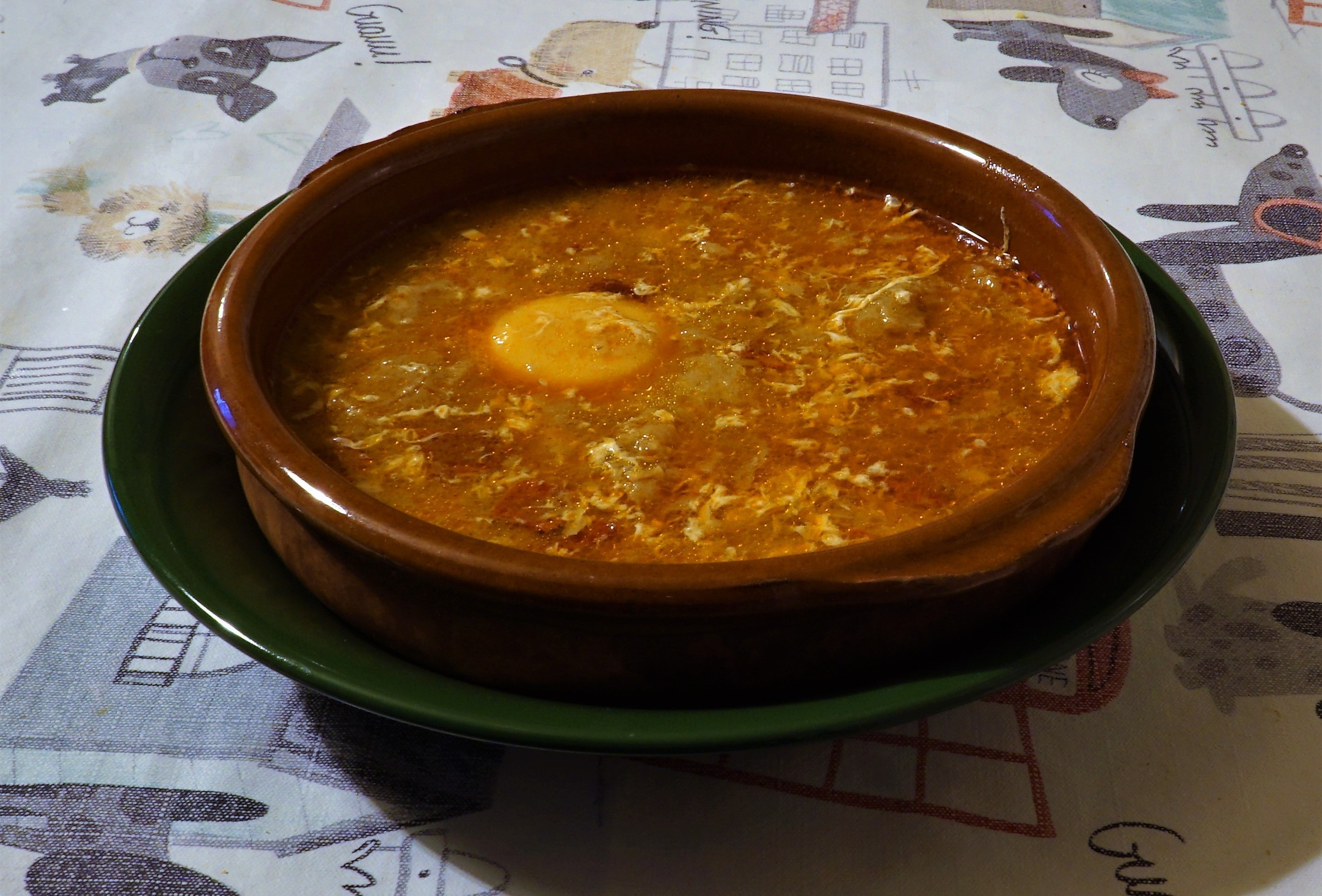
Sopa de ajo

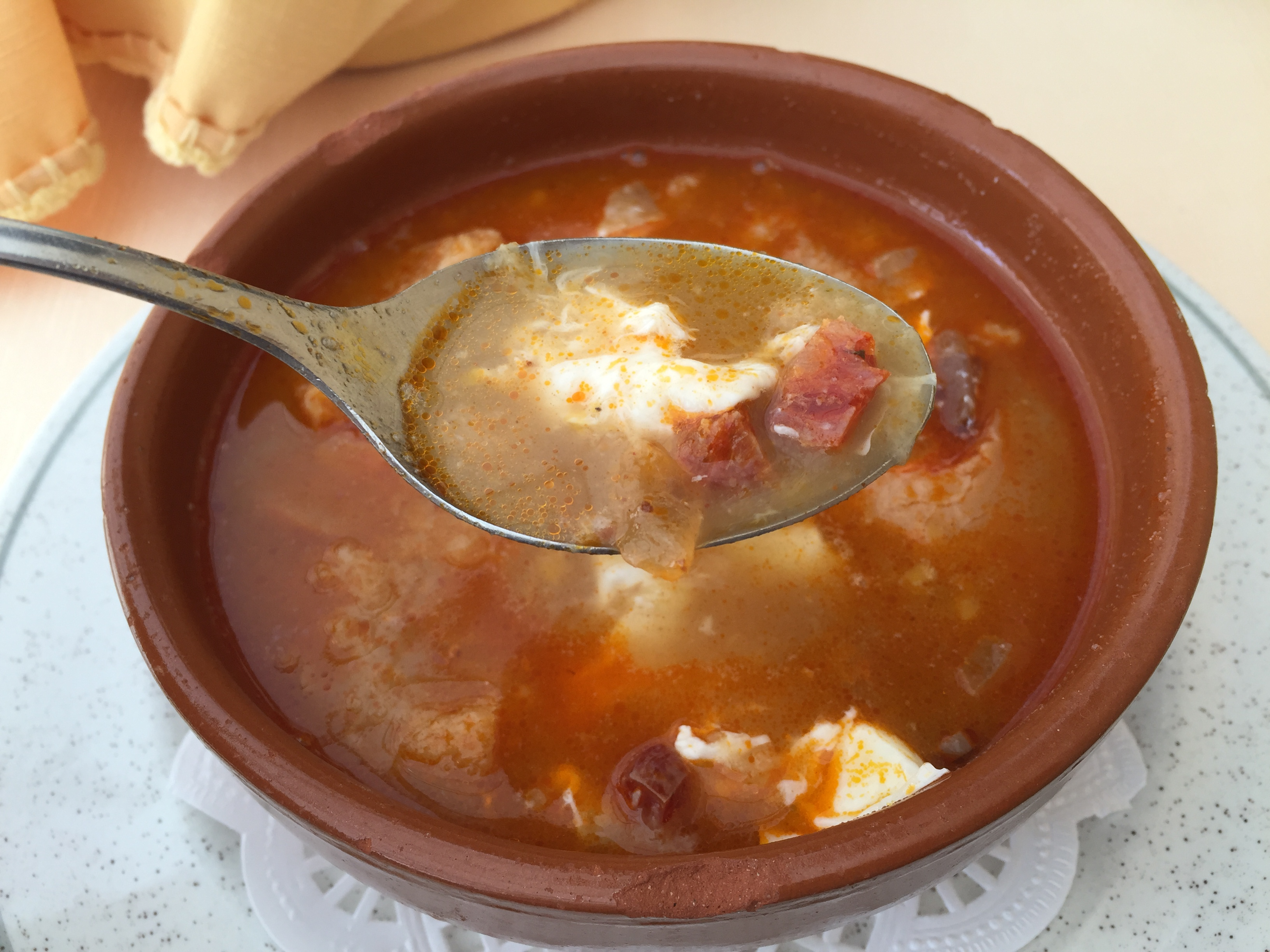
Sopa de ajo 2

스페인에서는, 달걀 흰자가 종종 수프에 추가되어 egg drop soup가 되기도 한다. Sopa de ajo는 펜실베니아와 바야도리드의 유명한 겨울 수프로 후추, 물, 마늘과 빵으로 만든다. 천천히 요리하고 날달걀을 가미하여 만들어지기도 한다. Sopa de ajo는 또한 카스티야-레오니야와 만체고의 요리이다. 에스트레마두라 요리에서는 sopa blanca de ajos(흰 콩 마늘 수프)가 전통 음식이다.

## 같이 보기
- 마늘빵
- 마늘
- 수프